# FTX
FTX Trading Ltd., по-известна като FTX (съкратено от Futures Exchange) е фалирала компания, която управлява борса за криптовалута и крипто хедж фонд, но в края на 2022 г. е обвинена в измами. Борсата е основана през 2019 г. от Сам Банкман-Фрийд и Гари Уанг и в своя пик през юли 2021 г. има над един милион потребители и е третата по големина борса за криптовалута по обем. FTX е регистрирана в Антигуа и Барбуда и със седалище на Бахамите. FTX е тясно свързана с FTX.US, отделна борса, достъпна за жителите на САЩ.
От 11 ноември 2022 г. FTX е в процедура по несъстоятелност по глава 11 в съдебната система на САЩ. Проблемите на борсата започват със слухове за неетични и измамни междуфирмени трансфери на клиентски средства. През ноември 2022 г. CoinDesk също изразява загриженост, заявявайки, че партньорската фирма на FTX Alameda Research държи значителна част от активите си в собствения токен на FTX (FTT). След това разкритие главният изпълнителен директор на конкурентната борса „Бинанс“ Чанпенг Жао обявява, че ще продаде притежаваните количества от токена, което бързо е последвано от скок в тегленията на клиенти от FTX. FTX не успява да удовлетворява търсенето на клиентски тегления. „Бинанс“ подготвя писмо за намерение за придобиване на фирмата, с дължимата грижа, за да гарантира, че клиентите ще могат да възстановят активите си от FTX, но оттегля офертата си на следващия ден, цитирайки доклади за неправилно управлявани клиентски средства и разследване от страна на американска агенция. На 12 декември 2022 г. основателят Сам Банкман-Фрид е арестуван от бахамските власти за финансови престъпления по искане на правителството на САЩ.